# Lista aparatów 35mm serii Canon EOS
Lista aparatów 35mm serii Canon EOS
| Model (USA)               | Model (Europa)     | Model (Japonia)    | Data wprowadzenia na rynek |
| ------------------------- | ------------------ | ------------------ | -------------------------- |
| EOS 650                   | EOS 650            | EOS 650            | marzec 1987                |
| EOS 620                   | EOS 620            | EOS 620            | maj 1987                   |
| EOS 750                   | EOS 750            | EOS 750            | październik 1988           |
| EOS 850                   | EOS 850            | EOS 850            | październik 1988           |
| EOS 630                   | EOS 600            | EOS 630 QD         | kwiecień 1989              |
| EOS-1                     | EOS-1              | EOS-1              | wrzesień 1989              |
| EOS RT                    | EOS RT             | EOS RT             | październik 1989           |
| EOS 10S                   | EOS 10             | EOS 10 QD          | marzec 1990                |
| EOS 700                   | EOS 700            | EOS 700 QD         | marzec 1990                |
| EOS Rebel/Rebel S         | EOS 1000F QD       | EOS 1000 QD        | październik 1990           |
| EOS 10S commemorative kit | EOS 10             | EOS 10 QD          | sierpień 1991              |
| EOS Elan                  | EOS 100            | EOS 100 QD         | sierpień 1991              |
| EOS Rebel II/SII          | EOS 1000FN QD      | EOS 1000S QD       | marzec 1992                |
| EOS A2/A2e                | EOS 5              | EOS 5 QD           | listopad 1992              |
| EOS Rebel XS              | EOS 500            | EOS Kiss           | wrzesień 1993              |
| EOS Rebel X               | -                  | -                  | listopad 1993              |
| EOS-1N                    | EOS-1N/1N HS/1N DP | EOS-1N/1N HS/1N DP | Listopad 1994              |
| -                         | EOS 5000           | EOS 888            | styczeń 1995               |
| EOS-1N RS                 | EOS-1N RS          | EOS-1N RS          | marzec 1995                |
| EOS Elan II/IIe           | EOS 50/50e         | EOS 55             | wrzesień 1995              |
| EOS Rebel G               | EOS 500N           | New EOS Kiss       | wrzesień 1996              |
| EOS IX                    | EOS IX             | EOS IX E           | październik 1996           |
| OS IX Lite]               | EOS IX 7           | EOS IX 50          | marzec 1998                |
| EOS 3                     | EOS 3              | EOS 3              | listopad 1998              |
| -                         | EOS 3000           | EOS 88             | marzec 1999                |
| EOS Rebel 2000            | EOS 300            | EOS Kiss III       | kwiecień 1999              |
| EOS 1V                    | EOS 1V             | EOS 1V             | marzec 2000                |
| EOS Elan 7/7e             | EOS 30/33          | EOS 7              | październik 2000           |
| -                         | -                  | EOS Kiss III L     | listopad 2001              |
| EOS Rebel XS N            | EOS 3000N          | EOS 66             | luty 2002                  |
| EOS Rebel Ti              | EOS 300V           | EOS Kiss 5         | wrzesień 2002              |
| EOS Rebel K2              | EOS 3000V          | EOS Kiss Lite      | wrzesień 2003              |
| EOS Elan 7N/7NE           | EOS 30V/33V        | EOS 7s             | kwiecień 2004              |
| EOS Rebel T2              | EOS 300X           | EOS Kiss 7         | wrzesień 2004              |

Ponadto istnieje model Canon EF-M, bardzo nietypowy i dość rzadko spotykany, kompatybilny z obiektywami EOS, jednak całkowicie manualny (bez autofokusa, dwa kółka do czasów i przysłony, światłomierz półprzewodnikowy z pomiarem centralnie ważonym).